# Paradoxe Reaktion
Als paradoxe Reaktion wird in der Medizin die Reaktion des Körpers auf einen Wirkstoff bezeichnet, die das Gegenteil des beabsichtigten Effekts bewirkt. Beispiele sind etwa das Auftreten von Schlaflosigkeit nach der Einnahme eines Schlafmittels oder von vermehrter Angst nach der Gabe eines angstlösenden Medikaments.
Von der paradoxen Reaktion abzugrenzen sind immunologische Arzneimittelreaktionen sowie Effekte, die nach Toleranzentwicklung (vgl. Entzugssyndrom) auf bestimmte Substanzen entstehen. Auch die Erhöhung der Suizidgefahr in der Anfangsphase der Gabe von bestimmten Antidepressiva ist keine paradoxe Reaktion im eigentlichen Sinne.

## Bekannte Beispiele
Eine paradoxe Reaktion von weitreichender Bedeutung ist Schmerzüberempfindlichkeit durch langanhaltende oder fortlaufend gesteigerte Behandlung mit Opioiden. Hier werden unter anderem epigenetische Prozesse vermutet.
Paradoxe Reaktionen sind unter anderem häufig bei von ADS/ADHS betroffenen Personen zu beobachten. Auch bei 1,2 % der Kinder, die vor diagnostischen Eingriffen den Wirkstoff Phenobarbital erhalten haben, wird eine paradoxe Reaktion beschrieben.
Ebenfalls bei Benzodiazepinen können solche Reaktionen beobachtet werden.
Der umgekehrte Effekt, dass nämlich eine stimulierende Substanz auch dämpfend wirken kann, wurde bei Coffein beschrieben.

## Ursachen

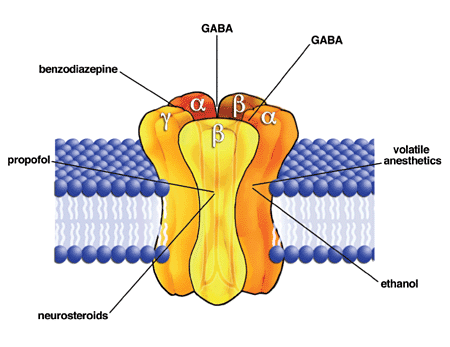
GABA_{A}-Rezeptor mit Bindungsstellen verschiedener Substanzen.

Der Mechanismus einer paradoxen Reaktion beim Menschen konnte bislang (Stand 2019) noch in keinem einzigen Fall vollständig aufgeklärt werden. Dies liegt daran, dass der Signalverkehr einzelner Nervenzellen im hier maßgeblichen subkortikalen Bereich beim Menschen in aller Regel nicht zugänglich ist.
Es bestehen jedoch vielfältige Hinweise, dass bei den paradoxen Reaktionen auf – unter anderem – Benzodiazepine, Barbiturate, Inhalationsanästhetika, Propofol, Neurosteroide und Alkohol (Ethanol), bestimmte strukturelle Abweichungen bei GABAA-Rezeptoren vorliegen. Die Zusammenstellung der fünf Untereinheiten des Rezeptors (siehe Abbildung) kann so verändert sein, dass zum Beispiel die Reaktion des Rezeptors auf GABA unverändert bleibt, die Reaktion auf eine der genannten anderen Substanzen jedoch drastisch verändert ist.
Man schätzt, dass ca. 2–3 % der Bevölkerung durch solche Veränderungen zum Beispiel schwerwiegende emotionale Störungen erleiden können und  bis zu 20 % mäßige Störungen dieser Art. Es wird davon ausgegangen, dass genetische und auch epigenetische Abweichungen den Veränderungen der GABAA-Rezeptoren zugrunde liegen. Es gibt Anzeichen, dass letztere unter anderem durch sozialen Stress oder Burn-out ausgelöst werden können.